# Кроуфорд, Кори
Кори Кроуфорд (Кро́форд англ. Corey Crawford; 31 декабря 1984, Монреаль, Канада) — бывший профессиональный канадский хоккеист, вратарь. Двукратный обладатель Кубка Стэнли (2013, 2015).

## Игровая карьера

### Клубная карьера
Кори Кроуфорд выступал в Юниорской лиге Квебека с 2001 года за «Монктон Уайлдкэтс». В 2003 году на драфте НХЛ его выбрал во втором раунде клуб «Чикаго Блэкхокс» и после этого, проведя за «Уайлдкэтс» ещё два сезона, Кори перешёл в фарм-клуб «Чикаго» — «Норфолк Эдмиралс» из АХЛ. В том же сезоне Кроуфорд дебютировал в НХЛ. Он заменил в составе травмированного Николая Хабибулина на матч с «Миннесотой Уайлд» 22 января 2006 года. Стартовый вратарь чикагцев Адам Мунро пропустил за неполных два периода три шайбы и Кроуфорд вышел доигрывать матч в воротах. За оставшееся время он отразил семь бросков по своим воротам и не пропустил ни одной шайбы. С первых минут игры Кроуфорд вышел уже 10 дней спустя, на матч против «Сент-Луис Блюз» 2 февраля. В том матче он пропустил пять шайб после 34 бросков и отбил один из трех послематчевых буллитов.
Следующий сезон Кроуфорд полностью провел в АХЛ, играя за «Норфолк».
В середине февраля 2008 года Кори Кроуфорд вновь был вызван в основную команду, чтобы заменить травмированного Хабибулина. В пяти матчах того сезона он дважды заменял по ходу игры Патрика Лалима, пропускавшего по пять шайб. 5 марта 2008 года в игре против «Анахайм Дакс» Кроуфорд одержал первую победу и сделал первый шатаут в НХЛ, отразив все 19 бросков по своим воротам.
22 июля 2008 года Кори Кроуфорд продлил контракт с «Чикаго» на один год, а спустя год — ещё на два. В сезонах 2008/09 и 2009/10 конкуренция за место вратаря «Чикаго» была очень большой. В команде были такие мастера как Хабибулин, Кристобаль Юэ и Антти Ниеми, поэтому Кроуфорд редко попадал в заявку на матч и за два года сыграл всего в одной игре.
В сезоне 2010/11 руководство «Чикаго» решило сделать основным вратарем Кроуфорда, а на подмену ему был взят опытный Марти Турко, игравший до этого за «Даллас Старз». «Блэкхокс», защищавшие титул обладателя Кубка Стэнли, проиграли в первом раунде плей-офф «Ванкувер Кэнакс» в семи матчах, но Кроуфорд получил хорошие оценки своей игры от главного тренера Джоэля Кенневиля. По итогам сезона Кори вошёл в символическую сборную лучших новичков.

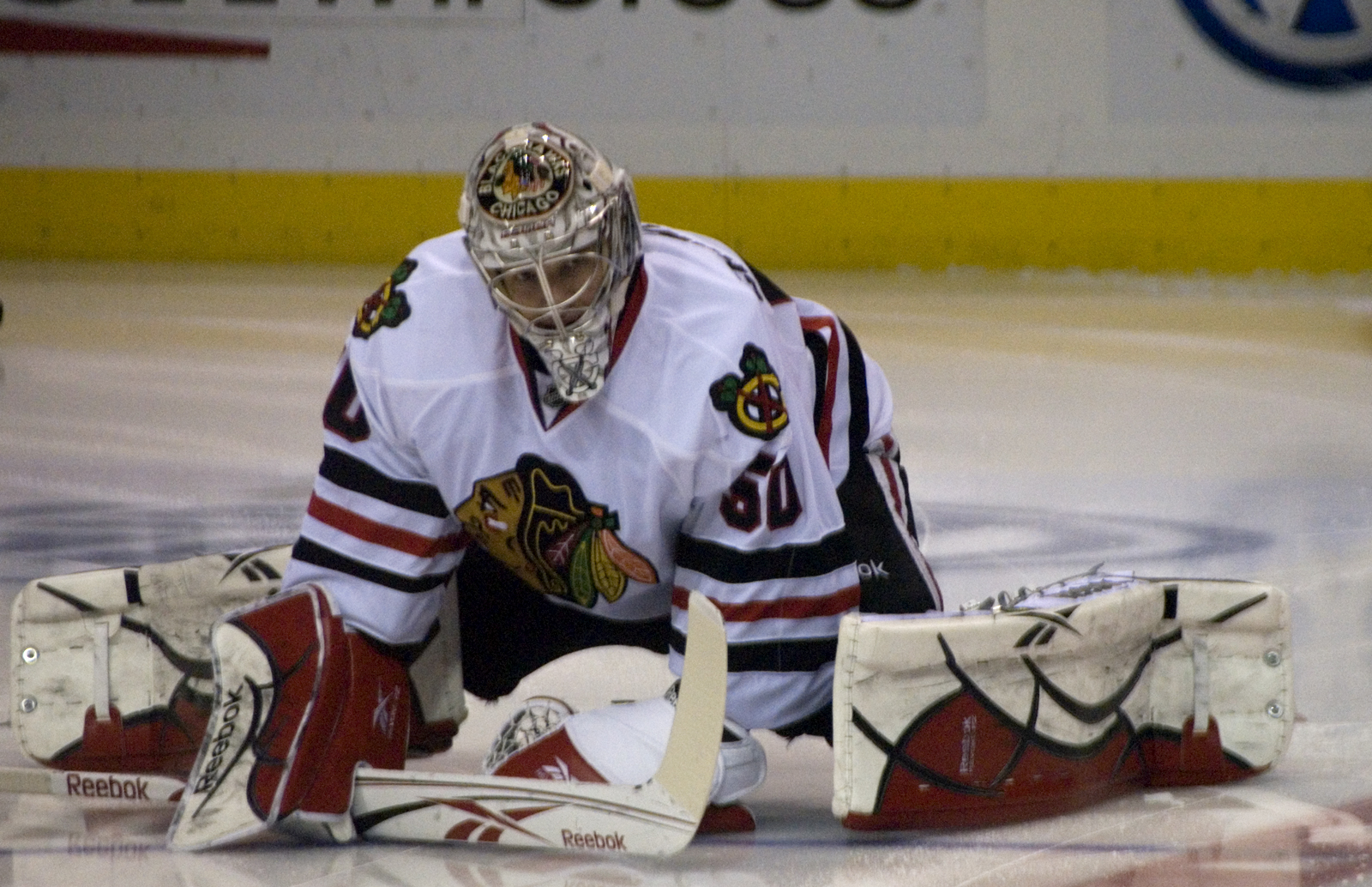
Кори Кроуфорд разминается перед матчем с «Сент-Луисом» в 2011 году.

19 мая 2011 года Кроуфорд подписал новый контракт с «Чикаго», рассчитанный на три года. Сумма контракта составила 8 млн долларов. Его подписание было приоритетным для руководства клуба.
В сезоне 2012/13 «Чикаго» во второй раз за четыре года выиграл Кубок Стэнли, а Кори Кроуфорд отыграл все матчи плей-офф без замен. За регулярный сезон он вместе с Рэем Эмери получил «Уильям М. Дженнингс Трофи» — паре вратарей, пропустивших меньше всего шайб; в голосовании на звание лучшего вратаря сезона («Везина Трофи») Кроуфорд занял восьмое место. 4 сентября 2013 года Кроуфорд продлил контракт с клубом до 2020 года.
9 октября 2020 года подписал двухлетний контракт с «Нью-Джерси Дэвилз» на общую сумму $ 7,8 млн.
9 января 2021 года объявил о завершении карьеры.

### В сборной
За сборную Канады Кори Кроуфорд не играл ни разу — как за основную, так и за молодёжную и юношескую. Но в середине июля 2013 года он попал в расширенный список кандидатов на поездку на Олимпийские игры в Сочи-2014. Помимо Кроуфорда в списке были ещё четыре вратаря — Кэри Прайс, Роберто Луонго, Майк Смит и Брэйден Холтби. Первые трое на Олимпиаду и поехали. Привлекался на Кубок Мира по хоккею, где сыграл один матч против сборной Европы.